# Melanie Fiona
 (mai 2025).
Melanie Fiona, née le 4 juillet 1983 à Toronto, est une chanteuse canadienne.

## Discographie
- 2009 : The Bridge
- 2012 : The MF life